# Mary Ann Jackson
Mary Ann Jackson (* 14. Januar 1923 in Los Angeles, Kalifornien; † 17. Dezember 2003 ebenda) war eine US-amerikanische Kinderdarstellerin.

## Leben und Karriere
Mary Ann Jackson wurde als Tochter der Schauspielerin Charlotte Jackson (1891–1992) geboren. Ihre ältere Schwester Peaches (1913–2002) sowie ihr jüngerer Bruder Dickie Jackson (1925–1993) waren ebenfalls als Kinderdarsteller tätig. Ihren ersten Film drehte Mary Ann bereits 1925 im Alter von zwei Jahren. In den folgenden Jahren, noch während der Stummfilmzeit, verkörperte sie „Baby Smith“ in einer Reihe von Kurzfilm-Komödien um die Familie Smith. Außerdem spielte sie in einigen Mickey McGuire-Filmen mit Mickey Rooney in der Titelrolle.
Größere Bekanntheit erlangte sie allerdings in der Rolle der Mary Ann bei den Kleinen Strolchen (Our Gang), wo sie zwischen 1928 und 1931 in über 30 Kurzfilmen auftrat. Häufig als ältere Schwester von Bobby „Wheezer“ Hutchins eingesetzt, stand Jackson mit ihrem schwarzen Bob-Harschnitt und Sommersprossen im Kontrast zu den ansonsten meist zierlichen Mädchen bei den Kleinen Strolchen. Auch die fast draufgängerische und bissige Art war ungewöhnlich im Vergleich zu den eher feminin porträtierten Mädchen der Kurzfilmreihe wie etwa Darla Hood. Der Wechsel vom Stummfilm in den Tonfilm gelang ihr Ende der 1920er-Jahre ohne Probleme. Zu ihrer Filmografie gehören hauptsächlich Kurzfilm-Komödien wie Our Gang und Family Smith, allerdings auch kleine Rollen in einigen Langfilmen wie The Red Mill (1927) und Laughing Sinners (1931). Nach dem Kleine-Strolche-Kurzfilm Fly My Kite (1931) beendete Jackson ihre Laufbahn als Kinderdarstellerin nach über 75 Filmen. Mary Ann Jacksons einziger späterer Kontakt mit der Filmindustrie war ihre Arbeit als Double von Edith Fellows in der Teenager-Komödie Her First Beau aus dem Jahre 1941.
Im Erwachsenenalter arbeitete Mary Ann Jackson unter anderem als Verkäuferin bei der Kaufhauskette May Company in Los Angeles. Sie heiratete im Alter von 20 Jahren, wurde jedoch früh zur Witwe. Mit ihrem zweiten Ehemann und zwei Töchtern lebte sie über viele Jahre im San Fernando Valley. Jackson gab Interviews über ihre Karriere als Kinderdarstellerin und äußerte sich positiv über ihre Zeit bei den Kleinen Strolchen. Im Dezember 2003 verstarb sie einen Monat vor ihrem 81. Geburtstag an einem Herzinfarkt.